# Iskampane
Die Iskampane (norwegisch für Eisfelsen) sind eine Gruppe aus Nunatakkern im ostantarktischen Königin-Maud-Land. Sie ragen am südöstlichen Ende des Gebirges Sør Rondane auf.
Wissenschaftler des Norwegischen Polarinstituts benannten sie 2017.